# Mikael Hoglund
Mikael Hoglund (Mora, 15 maggio 1962) è un bassista, chitarrista e cantante svedese naturalizzato statunitense celebre per essere membro della band hard rock/heavy metal Thunder, e per alcuni album solisti..

## Biografia
Iniziata l'attività musicale a metà degli anni ottanta, nel 1992 entra nella band britannica Thunder, in sostituzione di Mark Luckhurst. Con questo gruppo appare nell'album del 1995 Behind Closed Doors, in Live Circuit and Their Finest Hour... e nel Live at the BBC 1990-1995; sempre per i Thunder è coautore di brani quali Moth to the Flame e Future Train'.
È anche apparso diverse volte con la cover band svedese Pumpbolaget. Nel 2020 si è unito agli Oblivion Knight.

## Discografia

### Solista
- 1992 - Woman in Love
- 1994 - Positive Buoyant
- 2017 - Elements of Friction

### Con i Thunder
- 1992 - Laughing on Judgement Day
- 1995 - Behind Closed Doors

### Con gli Alfonzetti
- 2016 – Machine

### Con i Beautiful Grey
- 2008 - Fun Forever

### Con i Trycvag
- 1999 - Demolition

## Collaborazioni
- 1987 - Andy Summers - XYZ
- 1991 - Mick Taylor - Too Hot for Snakes
- 2019 - Rebecca Downes - More Sinners Than Saints